# جائزة سان مارينو الكبرى للدراجات النارية 2015
جائزة سان مارينو الكبرى للدراجات النارية 2015 هو سباق دراجات نارية أقيم بتاريخ 13 سبتمبر 2015 في حلبة ميزانو الدولية، ميزانو أدرياتيكو، إيطاليا. كان الجولة الثالثة عشر من أصل 18 في سباق الجائزة الكبرى للدراجات النارية موسم 2015. فاز مارك ماركيث بفئة الموتو جي بي بينما جاء برادلي سميث في المركز الثاني وحصل على المركز الثالث سكوت ريدينغ. فاز بفئة الموتو 2 الفرنسي جوان زاركو بينما فاز بفئة الموتو 3 الإيطالي إنيا باستيانيني.

## وصلات خارجية
- الموقع الرسمي